# Гайгендорф
Гайгендорф (нім. Heygendorf) — громада в Німеччині, розташована в землі Тюрингія. Входить до складу району Киффгойзер. Складова частина об'єднання громад Міттельцентрум-Артерн.
Площа — 9,35 км2. Населення становить Невірний параметр metadata 16 065 035 ос. (станом на 31 грудня 2021).

## Галерея

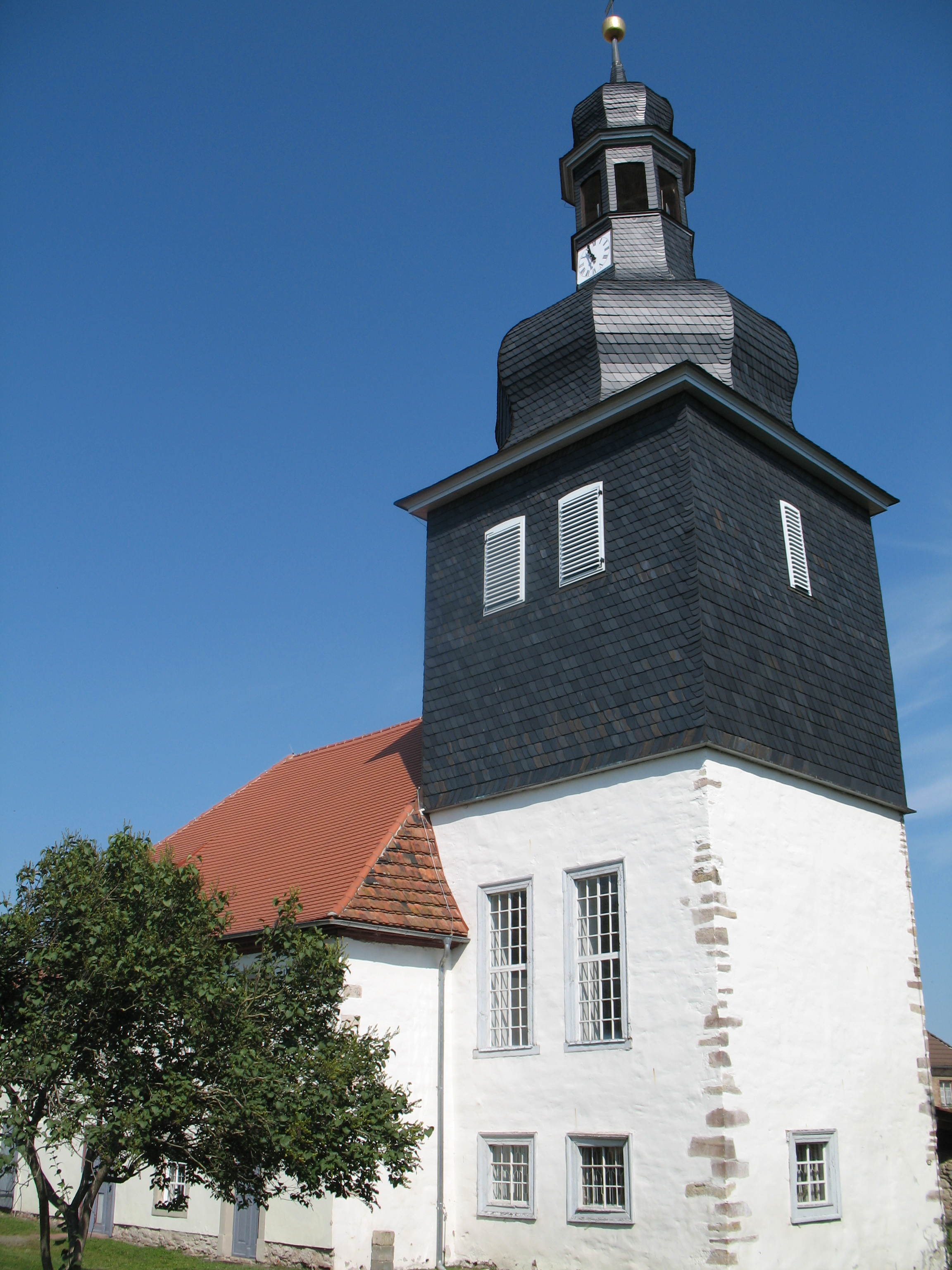